# Simulium laterale
Simulium laterale är en tvåvingeart som beskrevs av Edwards 1933. Simulium laterale ingår i släktet Simulium och familjen knott.
Artens utbredningsområde är Sabah. Inga underarter finns listade i Catalogue of Life.